# Twiston
Twiston – wieś w Anglii, w hrabstwie Lancashire, w dystrykcie Ribble Valley. Leży 48 km na północ od miasta Manchester i 302 km na północny zachód od Londynu.